# Diane (NN4)
| «Діан»                                                                      | «Діан»                                                                                                  | «Діан»                                                                                                  |
| --------------------------------------------------------------------------- | --- | --- |
| Diane (NN4)                                                                 | | |
|                                                                             | | |
| Французький підводний човен «Діан»                                          | | |
| Верф                                                                        | Chantiers et Ateliers Augustin Normand, Гавр                                                            | Chantiers et Ateliers Augustin Normand, Гавр                                                            |
| Під прапором                                                                | Франція                                                                                                 | Франція                                                                                                 |
| Належність                                                                  | Військово-морські сили Франції                                                                          | Військово-морські сили Франції                                                                          |
| Замовлення                                                                  | 1926 | 1926 |
| Закладений                                                                  | 4 січня 1928                                                                                            | 4 січня 1928                                                                                            |
| Спуск на воду                                                               | 13 травня 1930                                                                                          | 13 травня 1930                                                                                          |
| Введений до складу флоту                                                    | 1 вересня 1932                                                                                          | 1 вересня 1932                                                                                          |
| На службі                                                                   | 1932—1942                                                                                               | 1932—1942                                                                                               |
| Сучасний статус                                                             | 9 листопада 1942 року самозатоплений екіпажем в Орані                                                   | 9 листопада 1942 року самозатоплений екіпажем в Орані                                                   |
| Бойовий досвід                                                              | Друга світова війна Битва на Середземному морі                                                          | Друга світова війна Битва на Середземному морі                                                          |
| Проєкт                                                                      | | |
| Тип ПЧ                                                                      | прибережний підводний човен                                                                             | прибережний підводний човен                                                                             |
| Основні характеристики                                                      | | |
| Швидкість (надводна)                                                        | 14 вузлів (26 км/год)                                                                                   | 14 вузлів (26 км/год)                                                                                   |
| Швидкість (підводна)                                                        | 9 вузлів (17 км/год)                                                                                    | 9 вузлів (17 км/год)                                                                                    |
| Робоча глибина занурення                                                    | 75 м | 75 м |
| Гранична глибина занурення                                                  | 80 м | 80 м |
| Дальність плавання                                                          | 4000 миль (7400 км) на швидкості 10 вузлів (надводна) 82 милі (152 км) на швидкості 5 вузлів (підводна) | 4000 миль (7400 км) на швидкості 10 вузлів (надводна) 82 милі (152 км) на швидкості 5 вузлів (підводна) |
| Екіпаж                                                                      | 41 офіцер та матрос                                                                                     | 41 офіцер та матрос                                                                                     |
| Розміри                                                                     | | |
| Довжина найбільша (по КВЛ)                                                  | 64,4 м                                                                                                  | 64,4 м                                                                                                  |
| Ширина корпусу найб.                                                        | 6,2 м                                                                                                   | 6,2 м                                                                                                   |
| Середня осадка (по КВЛ)                                                     | 3,91 м                                                                                                  | 3,91 м                                                                                                  |
| Водотоннажність надводна                                                    | 661 т                                                                                                   | 661 т                                                                                                   |
| Водотоннажність підводна                                                    | 820 т                                                                                                   | 820 т                                                                                                   |
| Силова установка                                                            | | |
| Дизель-електрична: 2 × дизельних двигуни Normand-Vickers 2 × електродвигуни | | |
| Гвинти                                                                      | 2 | 2 |
| Потужність                                                                  | 2 × 650 к.с. (дизелі) 2 × 500 к. с. (електродвигун)                                                     | 2 × 650 к.с. (дизелі) 2 × 500 к. с. (електродвигун)                                                     |
| Озброєння                                                                   | | |
| Артилерія                                                                   | 1 × 75-мм гармата modèle 1897                                                                           | 1 × 75-мм гармата modèle 1897                                                                           |
| Торпедно- мінне озброєння                                                   | 7 × 533-мм торпедних апаратів 2 × 400-мм торпедні апарати 13 торпед                                     | 7 × 533-мм торпедних апаратів 2 × 400-мм торпедні апарати 13 торпед                                     |
| ППО                                                                         | 2 × 13,2-мм великокаліберні кулемети M1929                                                              | 2 × 13,2-мм великокаліберні кулемети M1929                                                              |

«Діан» (фр. Diane (NN4) — військовий корабель, дизель-електричний прибережний підводний човен 600-тонної серії, головний у своєму типі, ВМС Франції за часів Другої світової війни. «Діан» був закладений 4 січня 1928 року на верфі компанії Chantiers et Ateliers Augustin Normand у Гаврі. 13 травня 1930 року він був спущений на воду, а 1 вересня 1932 року увійшов до складу ВМС Франції.

## Історія служби
Коли 1 вересня 1939 року з вторгненням Німеччини в Польщу почалася Друга світова війна, «Діан» входив до 14-ї дивізії підводних човнів — частини 2-ї ескадри підводних човнів у 6-й ескадрі — разом із підводними човнами «Аріан», «Даная» та «Еврідік», що базувалися в Оран у Французькому Алжирі. 3 вересня 1939 року Франція вступила у війну на боці союзників. «Діан» згодом здійснював патрулювання в Атлантичному океані поблизу Мадейри.
10 травня 1940 року почалася битва за Францію, а 10 червня 1940 року Італія оголосила війну Франції та приєдналася до вторгнення. Битва за Францію завершилася поразкою Франції та підписанням 22 червня 1940 року перемир'я з Німеччиною та Італією. Коли перемир'я набуло чинності 25 червня 1940 року, «Діан» все ще базувався в Орані.
Після капітуляції Франції «Діан» продовжив службу у військово-морських силах вішіської Франції. 3 липня 1940 року британці розпочали операцію «Катапульта», яка мала за меті захопити або нейтралізувати кораблі французького флоту, щоб запобігти їх використанню німцями. «Діан» того дня перебував у порту на французькій військово-морській базі Мерс-ель-Кебір в Орані. Британська військово-морська ескадра прибула до району дислокації колишнього союзника і виставила ультиматум командуванню французького флоту або передати кораблі, що базувалися там, під опіку Британії, або вивести їх з ладу. Французи привели свої підводні човни в Орані в бойову готовність, і о 13:30 «Еврідік» і «Діан» були готові до виходу в море. Вони стали на якір у зовнішній гавані о 15:30 разом з «Аріаною» та «Данаї», а о 17:54 чотири підводні човни отримали наказ вийти в море.
Коли о 17:57 британські військові кораблі відкрили вогонь по французьких кораблях у гавані, розпочавши атаку на Мерс-ель-Кебір. Жоден з чотирьох французьких підводних човнів не зміг наблизитися до британських кораблів під час бою. Усі чотири підводні човни залишалися на патрулюванні біля Орана до 20:00 4 липня 1940 року, а потім повернулися в Оран.
8 липня 1940 року, коли операція «Катапульта» тривала, британські сили атакували французьку ескадру в Дакарі в Сенегалі. Отримавши повідомлення про напад, французькі військово-морські власті в Орані наказали «Діану» «Еврідіці» та «Аріані» сформувати лінію патрулювання біля мису Фалкон, Алжир.
«Діан» провів серпень і вересень 1940 року в Тулон, а потім повернувся до Орану. З жовтня 1941 року по травень 1942 року він перебував під охороною в Орані без зброї та без палива відповідно до умов перемир'я від 22 червня 1940 року. До 1 листопада 1942 року, все ще в цьому статусі, він лічився у складі 12-ї дивізії підводних човнів.
8 листопада 1942 року, коли союзні сили вторглися у Французьку Північну Африку під час операції «Смолоскип», «Діан» все ще був без зброї та без палива. 9 листопада 1942 року екіпаж затопив власний човен, щоб запобігти його захопленню союзними силами.